# Staalpact

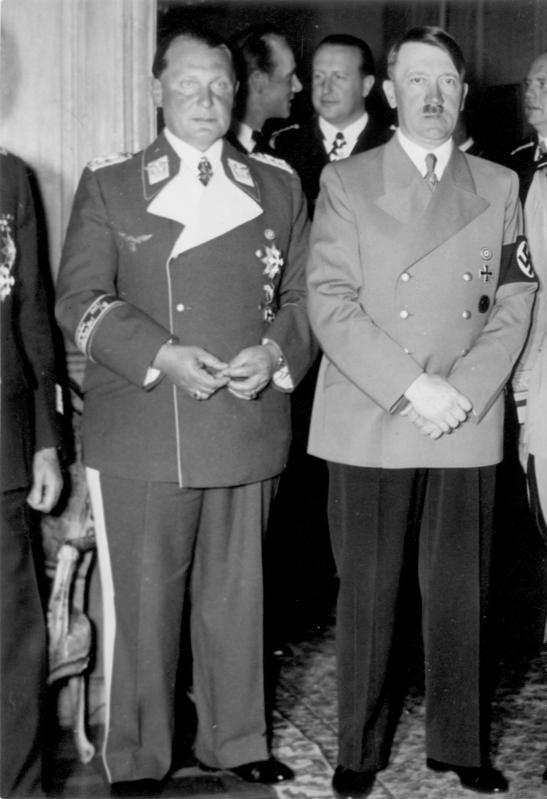
Göring en Hitler bij afsluiten van het Staalpact

Het Staalpact (Duits: Stahlpakt; Italiaans: Patto d'Acciaio), formeel het Freundschafts- und Bundnispakt zwischen Deutschland und Italien / Patto di Amicizia e di Alleanza fra l'Italia et la Germania, was een bilaterale internationale overeenkomst tussen het Koninkrijk Italië en het Duitse Rijk, op 22 mei 1939 getekend door hun respectievelijke ministers van Buitenlandse Zaken graaf Galeazzo Ciano di Cortelazzo  en Joachim von Ribbentrop.
Het Pact bestond uit een preambule en zeven artikelen waarin beide landen verklaren de bestaande nauwe band van vriendschap en verbondenheid tussen het nationaalsocialistische Duitsland en fascistische Italië met dit feestelijke pakt schriftelijk vast te willen leggen. Bij ondertekening zijn nadere afspraken gemaakt die partijen vastlegden als "Geheim Aanvullend Verslag" ("Geheimes Zusatzprotokoll / Protocollo Segreto Aggiunto") inhoudende een unie van militaire en economische beleidsmaatregelen aanmoedigde. Echter, sommige leden van de Italiaanse regering, inclusief de ondertekenaar Ciano, waren tegen het Pact.
Het was de Italiaanse leider Benito Mussolini die de overeenkomst de bijnaam van "Staalpact" gaf, nadat hem verteld was dat zijn originele naam, het "Bloedpact", waarschijnlijk slecht ontvangen zou worden in Italië. Op 23 november 1940 sloot Roemenië zich bij het pact aan.

## Voorgeschiedenis
Op 6 november 1937 had Italië zich aangesloten bij het Anti-Kominternpact dat Duitsland en Japan sedert 25 november 1936 verbond om de ondermijnende activiteiten door de Komintern vanuit Moskou tegen te gaan. Mussolini wilde met de toetreding tot het Anti-Komintern verdrag zijn isolement beëindigen, waarin zijn land terechtkwam na de verovering van Ethiopië en de steun aan het Franco-regime in Spanje.

## Het pact
Het pact werd gesloten in de veronderstelling dat een oorlog met de Westerse democratieën binnen vier jaar onvermijdelijk zou zijn. Die veronderstelling werd hoofdzakelijk verkondigd door de Duitse minister van Buitenlandse Zaken, Joachim von Ribbentrop. De voorziene geldigheidsduur van het pact was tien jaar, maar die zou nooit volgemaakt worden.
Het pact smeedde een alliantie tussen Italië en Duitsland. Beide landen verklaarden elkaar wederzijds volledige en onbeperkte ondersteuning te bieden op diplomatiek, politiek en militair vlak voor het geval een bedreiging van buitenaf het land in gevaar zal brengen en nauw samen te werken op militair gebied en in de oorlogs-economie. In geval van oorlog zouden beide partijen elkaar onmiddellijke hulp en ondersteuning verlenen en geen van beide partijen zou een separate wapenstilstand tekenen. Na de geallieerde landing op Sicilië in juli 1943 bleek het pact vooral uit loze beloftes te bestaan: Mussolini werd afgezet en zijn opvolger Badoglio maakte in het geheim afspraken met de geallieerden, die op 8 september 1943 uitmondden in de Italiaanse capitulatie.